# Stadio Principe Saud bin Jalawi
Lo stadio Principe Saud bin Jalawi è un impianto sportivo polivalente situato a Khobar, in Arabia Saudita. Lo stadio, utilizzato prevalentemente per le partite di calcio, ha una capacità di 11.000 posti e ospita gli incontri casalinghi dell'Al-Qadisiyya.
L'impianto è stato progettato dagli architetti Michael KC Cheah e Steph McPherson ed è stato inaugurato nel 1983.